# Cross-country na Zimowych Światowych Wojskowych Igrzyskach Sportowych 2017 – bieg drużynowo mężczyzn

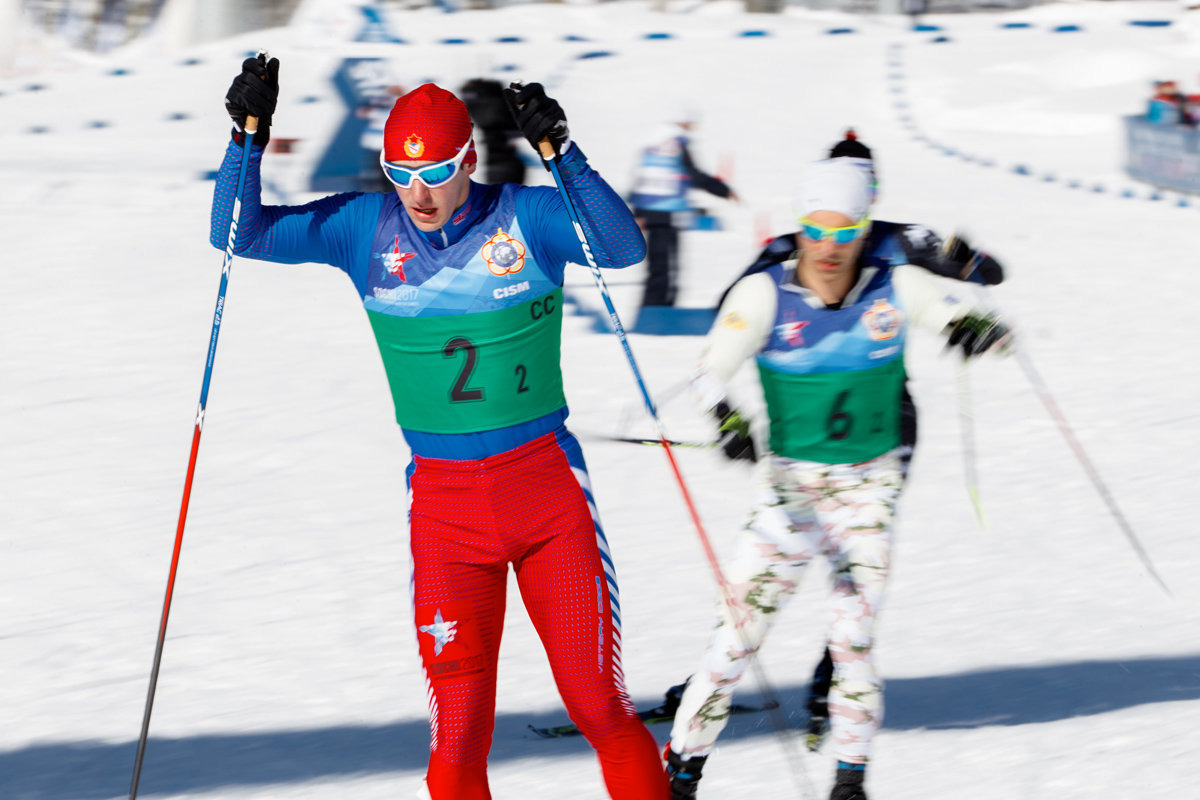
Łaura 2017. Trasa narciarsko-biathlonowa

Cross-country na 3. Zimowych Światowych Wojskowych Igrzyskach Sportowych – drużynowy bieg narciarski mężczyzn jedna z zimowych konkurencji rozgrywana podczas igrzysk wojskowych w ramach cross-country, która odbyła się w dniu 24 lutego 2017  na terenie kompleksu narciarsko-biathlonowego „Łaura” w Soczi. Zawodnicy mieli do przebiegnięcia 15 kilometrów techniką dowolną.

## Terminarz
Konkurencja rozpoczęła się w dniu 24 lutego o godzinie 9:30 (czasu miejscowego). Bieg mężczyzn odbywał się na dystansie 15 km, równolegle z narciarskim biegiem kobiet na 10 km.
| Harmonogram przebiegu konkurencji | Harmonogram przebiegu konkurencji | Harmonogram przebiegu konkurencji | Harmonogram przebiegu konkurencji |
| Data                              | Godzina rozpoczęcia               | Godzina rozpoczęcia               | Wydarzenie                        |
| Data                              | (UTC+03:00)                       | CET                               | Wydarzenie                        |
| --------------------------------- | --------------------------------- | --------------------------------- | --------------------------------- |
| 24 lutego 2017(dts)               | 10:30                             | 13:30                             | Finał                             |

## Wyniki
| Klasyfikacja końcowa mężczyzn w cross-country - drużynowo | Klasyfikacja końcowa mężczyzn w cross-country - drużynowo                            | Klasyfikacja końcowa mężczyzn w cross-country - drużynowo |
| Miejsce                                                   | Reprezentacja                                                                        | Czas                                                      |
| --------------------------------------------------------- | ------------------------------------------------------------------------------------ | --------------------------------------------------------- |
| Miejsce                                                   | Zawodnicy                                                                            |                                                           |
| 1 !                                                       | Francja                                                                              | 1:45:39,1                                                 |
| 1 !                                                       | Damien Tarantola – (2. m. indywidualnie) Paul Goalabre – (3.) Clement Arnault – (6.) | 34:52,2 35:08,5 35:38,4                                   |
| 2 !                                                       | Rosja                                                                                | 1:45:40,8                                                 |
| 2 !                                                       | Aleksiej Czerwotkin – (1.) Dienis Spicow – (4.) Artiom Malcew – (8.)                 | 34:41,2 35:10,7 35:48,9                                   |
| 3 !                                                       | Finlandia                                                                            | 1:48:12.5                                                 |
| 3 !                                                       | Kusti Kittilä – (5.) Juho Mikkonen – (9.) Teemu Härkönen – (13.)                     | 35:29,3 35:57,0 36:46,2                                   |
| 4                                                         | Szwajcaria                                                                           | 1:50:53,0                                                 |
| 4                                                         | Beda Klee Marino Capelli Cédric Steiner                                              | 36:34,0 36:54,2 37:24.8                                   |
| 5                                                         | Austria                                                                              | 1:54:27,9                                                 |
| 5                                                         | Tobias Riedlsperger Fredrik Muehlbacher Simon Kugler                                 | 37:06,5 37:58,8 39:22,6                                   |
| 6                                                         | Bułgaria                                                                             | 2:15:24,5                                                 |
| 6                                                         | Weselin Cinzow Daniel Stoyanov Radostin Kapudjiev                                    | 35:47.8 49:21,8 50:14,9                                   |
| 7                                                         | Chiny                                                                                | 2:19:07,4                                                 |
| 7                                                         | Geng Youwei Zhang Feng Chao Tieqi                                                    | 43:21,9 46:52,7 48:52,8                                   |
| 8                                                         | Liban                                                                                | 3:27:46,7                                                 |
| 8                                                         | Zeidan Yazbek Ali Houssein Ali Aboubaker                                             | 1:07:10,4 1:07:13,2 1:13:23,1                             |

Źródło Soczi 2017